# الأمين خليفة فحيمة
الأمين خليفة فحيمة (ولد في 4 أبريل 1956) مدير محطة سابقا للخطوط الجوية العربية الليبية في مطار لوقا، مالطا. في 31 يناير 2001، ثبت أنه غير مذنب وبرئت ساحته من 270 تهمة بجريمة قتل في محاكمة تفجير طائرة بان أم الرحلة 103 من قبل فريق من ثلاثة قضاة اسكتلنديين كانوا يجلسون في محكمة خاصة في معسكر زايست، هولندا، على ضوء الأدلة على أنه كان موجودا في السويد وقت التفجير، ومن ثم لم يكن بإمكانه أن يكون مشاركا. وأُدين شريكه في التهمة، عبد الباسط المقرحي، بموجب قرار أصدرته المحكمة بالإجماع وحكم عليه بالسجن مدى الحياة، ولكنه أُفرج عنه في وقت لاحق لأسباب تتعلق بالرأفة، وكان يحتفظ دائما براءته. وُلد فحيمة ويعيش في سوق الجمعة، بالقرب من طرابلس، ليبيا، مع زوجته وخمسة أطفال.

## وصلات خارجية
- "Case against Fhimah fatally flawed" by Gerard Seenan, The Guardian, 1 February 2001
- Original Court Opinion